# R. Lee Ermey

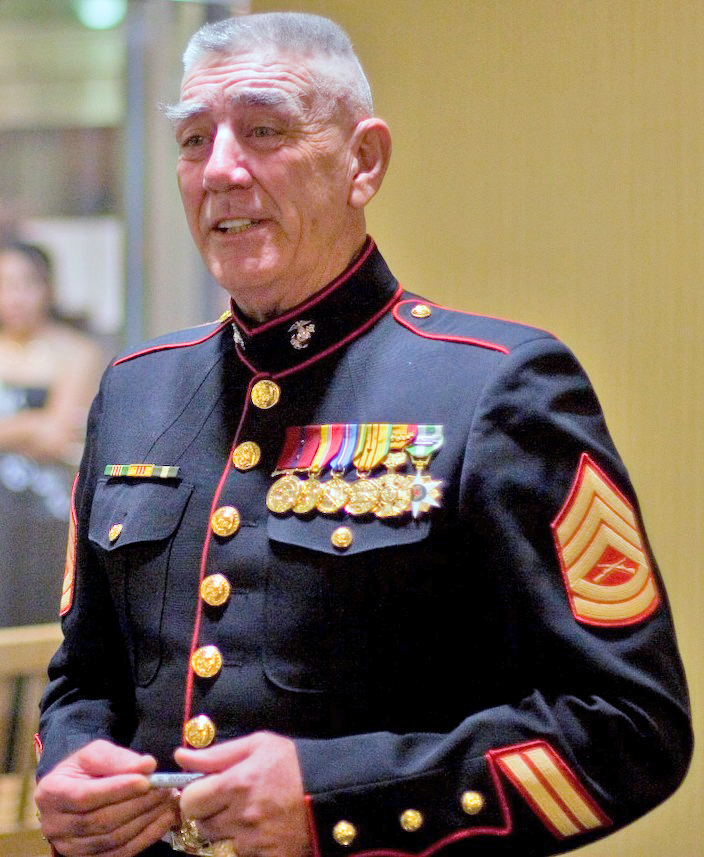
R. Lee Ermey (2006)

Ronald Lee Ermey (* 24. März 1944 in Emporia, Kansas; † 15. April 2018 in Santa Monica, Kalifornien) war ein US-amerikanischer Schauspieler und US-Marine. Der frühere Militärausbilder wurde bekannt durch die Rolle des Drill Instructors Gunnery Sergeant Hartman in Full Metal Jacket.

## Karriere

### Militär/Berater
Ermey gehörte von 1961 bis 1971 dem Marine Corps an und nahm am Vietnamkrieg teil, zuletzt im Dienstgrad eines Staff Sergeants. Nachdem er wegen einer Verletzung ausgemustert worden war, studierte er Kriminologie und Theaterwissenschaften an der Universität von Manila. Der amerikanische Regisseur Francis Ford Coppola wurde bei der Vorbereitung des Kriegsfilms Apocalypse Now auf ihn aufmerksam und engagierte ihn als Militärberater. Im Film selbst ist er in einem kurzen Ausschnitt als Pilot des Hubschraubers Eagle Thrust Seven zu sehen.
Ihm wurde 2002, also über dreißig Jahre nach seiner Ausmusterung, ehrenhalber der Rang eines Gunnery Sergeants verliehen. Er war damit der erste Marine außer Dienst, der eine Beförderung erhielt.
Ermey war Mitglied im Vorstand der National Rifle Association.

### Schauspieler
Nach einigen weiteren Rollen diente er 1987 wiederum als technischer Berater für die Vorbereitungen zum Film Full Metal Jacket. Seine Aufgabe war es ursprünglich, dem zunächst für die Rolle des Gunnery Sergeant Hartman vorgesehenen Tim Colceri die richtige Verhaltens- und Ausdrucksweise eines Grundausbilders im US Marine Corps beizubringen. Hierfür hatte Ermey dem Regisseur Stanley Kubrick ein 150 Seiten starkes Notizbüchlein mit gesammelten Beschimpfungs- und Erniedrigungsvokabeln aus seiner aktiven Militärzeit übergeben. Dann sah Kubrick jedoch eine 15-minütige Filmaufnahme von Ermey, in der er ohne Unterbrechungen oder Wiederholungen Filmrekruten beschimpft, obwohl er währenddessen mit Orangen und Tennisbällen beworfen wird. Kubrick war von Ermeys realistischer Darstellungsweise des Drill Instructors derart beeindruckt, dass er ihm die Rolle gab. Die Rolle brachte Ermey eine Golden-Globe-Nominierung ein.
Im Laufe der Zeit persiflierte Ermey die Rolle des Gunnery Sergeant Hartman mehrfach im Fernsehen. So lieh er in der Simpsons-Folge Sideshow Bob’s last gleaming (Staffel 7, Folge 9) Colonel Hapablap seine Stimme; im Pixar-Animationsfilm Toy Story sprach er den Kommandeur der Spielzeugsoldaten. Im Pilotfilm zur Serie Space 2063 wird die Eröffnungssequenz von Full Metal Jacket nahezu identisch nachgestellt (ebenfalls mit Ermey), wobei er sich am Ende allerdings umgänglicher gebärdet als im Original. Auch in Peter Jacksons The Frighteners tritt er in dieser Rolle auf; allerdings kommandiert er hier die Toten auf dem Friedhof. Daneben spielte Ermey auch in Filmen wie Mississippi Burning – Die Wurzel des Hasses, Auf brennendem Eis und Sieben mit. 1997 spielte er im Film Switchback – Gnadenlose Flucht die Rolle des Sheriff Buck Olmstead und 2003 bzw. 2006 den brutalen Sheriff Hoyt im Horror-Remake Michael Bay’s Texas Chainsaw Massacre sowie im Prequel Texas Chainsaw Massacre: The Beginning.
Ab 2006 moderierte Ermey die seit 2002 laufende Dokumentationsserie Mail Call auf dem US-Sender History. In der Sendung werden Zuschauerfragen zu Militärtechnik und -taktik erläutert. Parallel dazu moderierte Ermey ab August 2009 die Fernsehsendung Lock N’ Load with R. Lee Ermey im History Channel.

## Tod
Ermey starb am 15. April 2018 an den Folgen einer Lungenentzündung.

## Filmografie
- 1978: Die Boys von Kompanie C (The Boys in Company C)
- 1979: Apocalypse Now
- 1984: Einmal Hölle und zurück (Purple Hearts)
- 1987: Full Metal Jacket
- 1988: Miami Vice (Fernsehserie, Folge 4x09: Yakuza)
- 1988: Mississippi Burning – Die Wurzel des Hasses (Mississippi Burning)
- 1989: Firebase – Blutige Offensive (The Siege of Firebase Gloria)
- 1989: Fletch – Der Tausendsassa (Fletch Lives)
- 1990: Kid – Einer gegen Alle (Kid)
- 1990: Sirene I (La grieta)
- 1991: Boy Soldiers
- 1991: Der große Blonde mit dem schwarzen Fuß (True Identity)
- 1993: Body Snatchers – Angriff der Körperfresser (Body Snatchers)
- 1993: Hexina – Schön, verrückt und gefährlich (Hexed)
- 1993: Sommersby
- 1994: Die nackte Kanone 33⅓ (Naked Gun 33⅓: The Final Insult)
- 1994: Auf brennendem Eis (On Deadly Ground)
- 1994: Love Is A Gun
- 1995: Murder in the First
- 1995: Best of the Best 3 – Gegen den Terror (Best of the Best 3: No Turning Back)
- 1995: Space 2063 (Fernsehserie, Pilotfilm)
- 1995: Toy Story (Stimme)
- 1995: Leaving Las Vegas
- 1995: Sieben (Se7en)
- 1995: Dead Man Walking – Sein letzter Gang (Dead Man Walking)
- 1995: Akte X – Die unheimlichen Fälle des FBI (The X-Files, Fernsehserie, Folge 3x11: Offenbarung)
- 1995: Geschichten aus der Gruft (Tales from the Crypt, Fernsehserie, Folge 6x09: Stufen des Grauens)
- 1996: The Frighteners
- 1997: Switchback – Gnadenlose Flucht (Switchback)
- 1997: JAG – Im Auftrag der Ehre (JAG, Fernsehserie, Folge 2x11)
- 1997–1999: Immer wieder Fitz (Cracker, Fernsehserie, 13 Folgen)
- 1999: Toy Story 2 (Stimme)
- 1999: Lebenslänglich (Life)
- 1999: Avalanche
- 2000: Chaos Factor
- 2000: Mittendrin und voll dabei (Skipped Parts)
- 2001: Taking Sides – Der Fall Furtwängler (Taking Sides)
- 2001: Zickenterror – Der Teufel ist eine Frau (Saving Silverman)
- 2001, 2011: Family Guy (Fernsehserie, 2 Folgen, Stimme)
- 2002: Birdseye
- 2002: The Salton Sea
- 2002: Scrubs – Die Anfänger (Scrubs, Fernsehserie, Folge 1x19: „Mein alter Herr“)
- 2002: Willard
- 2003: Michael Bay’s Texas Chainsaw Massacre (The Texas Chainsaw Massacre)
- 2004: Ein Löwe in Las Vegas (Father of the Pride) (Stimme)
- 2005: Der Herr des Hauses (Man of the House)
- 2005, 2008: Dr. House (House, M.D., Fernsehserie, 2 Folgen)
- 2006: Texas Chainsaw Massacre: The Beginning
- 2006: Happy Fish – Hai-Alarm und frische Fische (Shark Bait) (Stimme)
- 2008: Solstice
- 2010: Law & Order: Special Victims Unit (Law & Order: Special Victims Unit, Fernsehserie, Folge 7x12)
- 2012: The Watch – Nachbarn der 3. Art (The Watch)